# Lieyu

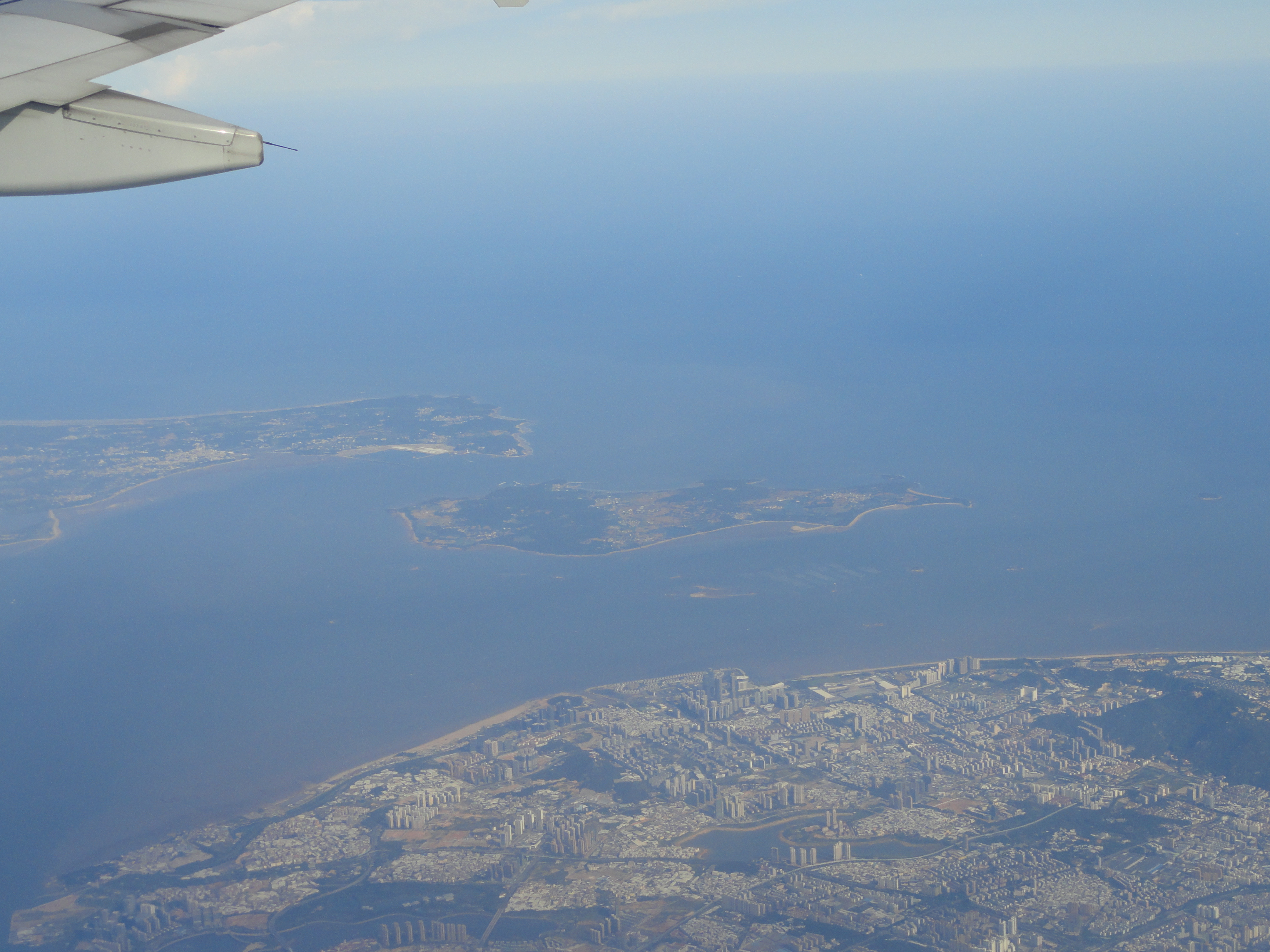
Panorama sur le comté de Kinmen

Lieyu (chinois traditionnel : 烈嶼鄉 ; chinois simplifié : 烈屿乡 ; pinyin : Lièyǔ Xiāng ; Hokkien : Lia̍t-sū-hiong) est un canton rural du comté de Kinmen, dans la province du Fujian de la république de Chine, situé tout près de la ville de Xiamen. Il est composé de Petit Kinmen (chinois : 小金門 ; pinyin : Xiǎojīnmén), des îles Dadan, Erdan et de trois îles situées à l'ouest de Grande Kinmen.

## Histoire
Les premiers habitants arrivèrent des plaines centrales de Chine pendant la dynastie Tang et développèrent l'île. Pendant les Tang, une pâture pour chevaux fut créée sur l'île. Pendant les Song, on aménagea une carrière de sel. Au cours des Ming, on installa des gardes frontières et au cours des Qing, on envoya une garnison pour protéger l'île des pirates Japonais.
En 1950, l'île Dadan fut le lieu d'une bataille mineure dans la Guerre civile chinoise. En 1987, le massacre de Lieyu se déroula dans la baie de Donggang.

## Géographie
L'île se situe en dehors de l'embouchure de la rivière Jiulong en Chine continentale et à l'intérieur de la zone portuaire de Xiamen. Elle est située à seulement 5 000 mètres de la Chine continentale et est donc localisée stratégiquement.

## Divisions administratives
Le district de Lieyu est divisé en plusieurs villages: Linhu, Shangqi, Xikou, Huangpu et Shanglin.
Il comprend également les îles Dadan et Erdan, situées à 5 km et à 6 km respectivement au sud ouest.

## Politique
Le gouvernement de la république populaire de Chine revendique le Comté de Kinmen comme partie intégrante de la ville de Quanzhou dans sa propre province du Fujian.

## Attractions touristiques
- Tour Bada
- Musée de la bataille de Hujingtou
- Tunnel Jiugong
- Lac Lingshui
- Parc des expositions Landmine[1]
- Parc d'attraction Landmine[2]

## Transport

### Par bateau
Le canton abrite un débarcadère pour ferry appelé Jiugong Pier.

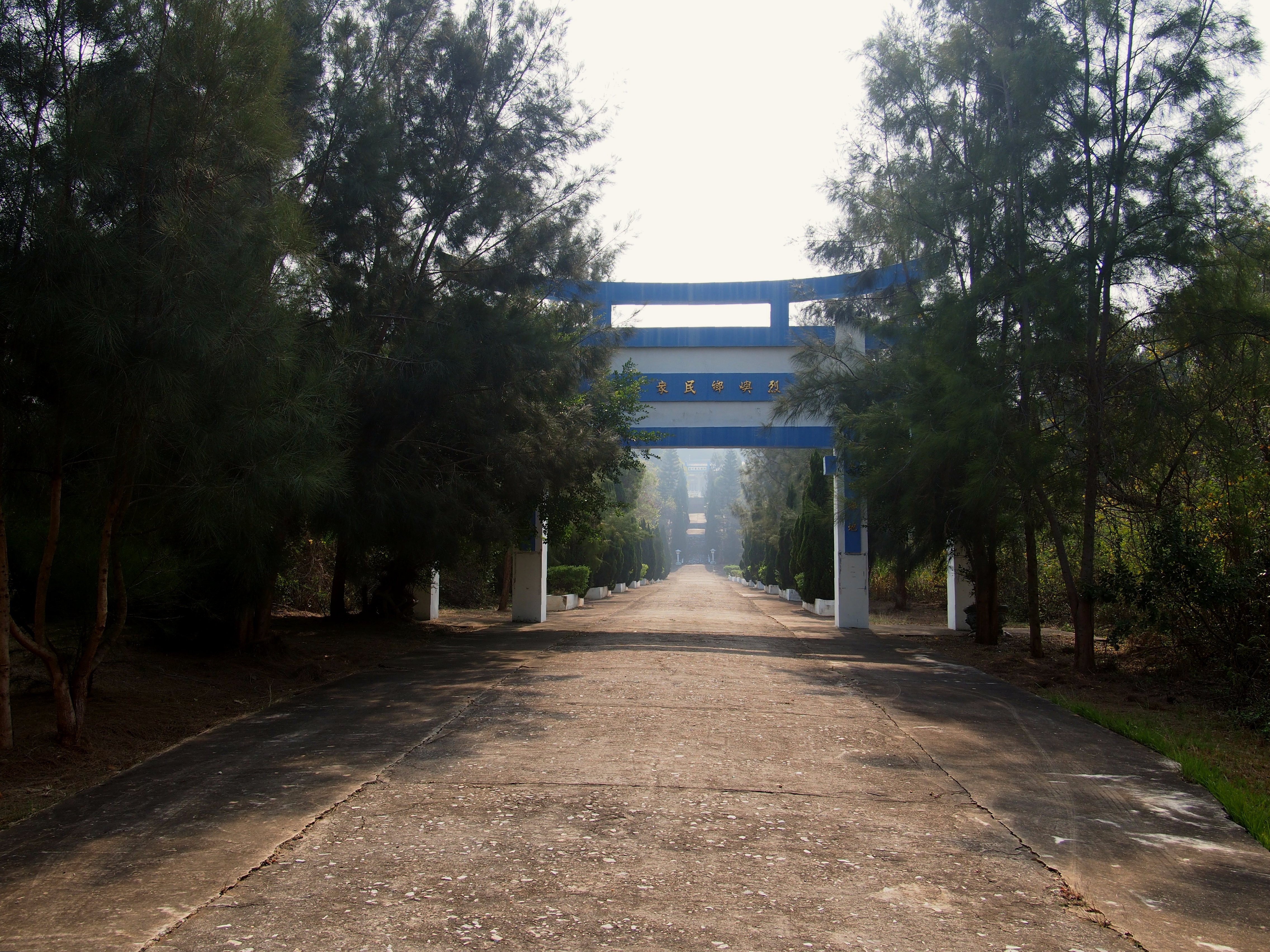
Cimetière de Lieyu

### Par la route
Dans plusieurs années, le canton sera connecté à Jinning sur Grande Kinmen par le pont Kinmen actuellement en construction.

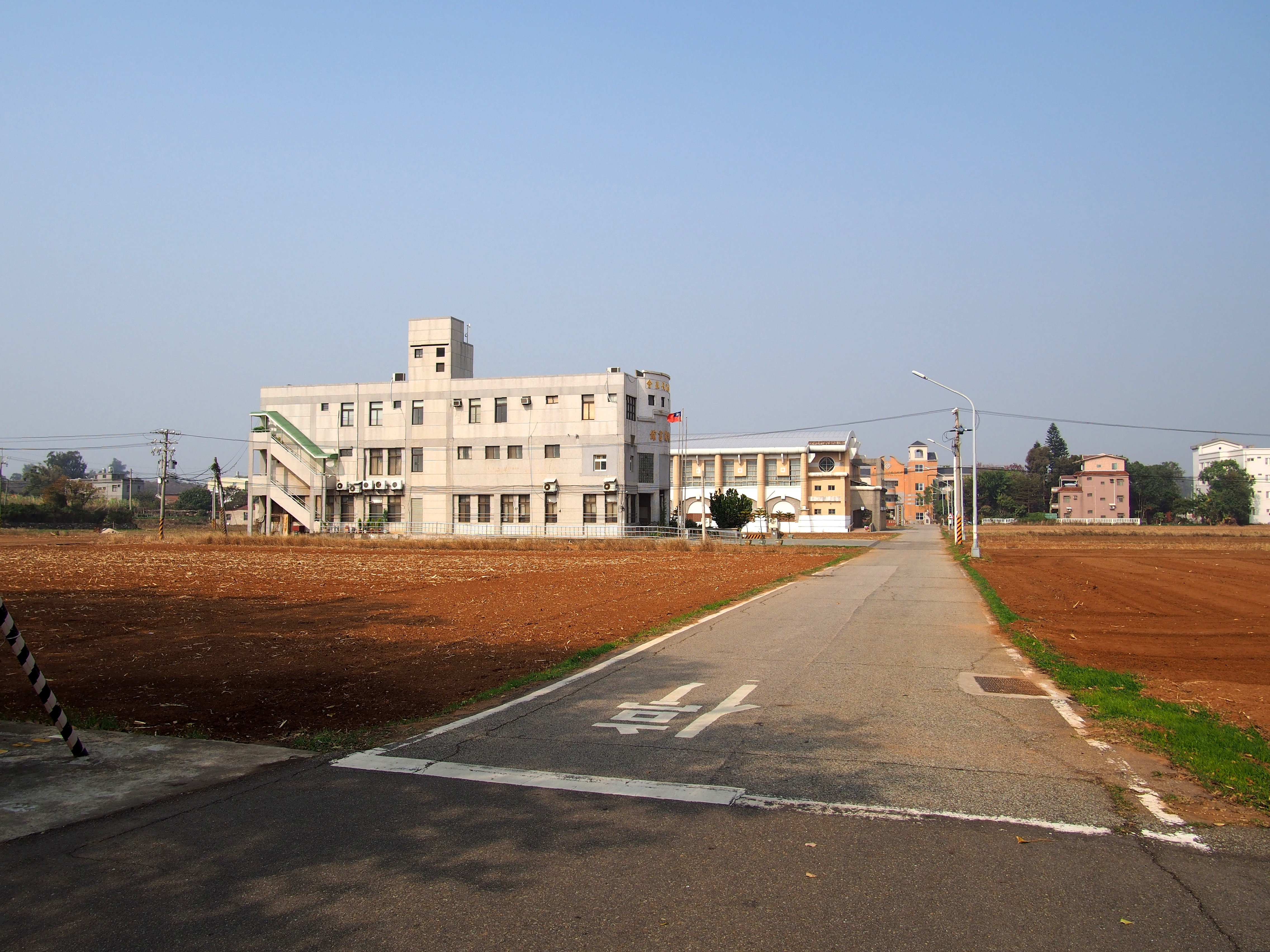
Bibliothèque du canton de Lieyu